# Moreiraxena
Moreiraxena chicapensis es una especie de araña araneomorfa de la familia Linyphiidae. Es el único miembro del género monotípico Moreiraxena.

## Distribución
Se encuentra en Angola.  